# Sunčeva bespilotna letjelica Helios
Sunčeva bespilotna letjelica Helios (engl. The NASA Helios Prototype) je razvijena u sklopu NASA-inog programa ERAST (engl. Environmental Research Aircraft and Sensor Technology) u suradnji s tvrtkom AeroVirment kao četvrta, ujedno i posljednja, u seriji bespilotnih letjelica pogonjenih na solarne i gorivne članke. Letjelice su izgrađene s ciljem razvitka tehnologije koja bi dopustila visinsko i dugoročno korištenje istih kao "atmosferskih satelita" u svrhu istraživanja i snimanja atmosfere, ali isto tako služeći i u komunikacijske svrhe. Razvijena je na osnovi letjelica NASA Pathfinder i NASA Centurion .

## Prototip Helios
Letjelica se sastojala od dvije konfiguracije. 
Prva, označena imenom HP01, projektirana je u svrhu operacija na ekstremno velikim visinama (oko 30 000 m) koristeći baterije i visoko-učinkovite solarne članke koje su postavljene po gornjoj površini krila raspona 76 m.
Druga letjelica, imena HP03, je bila projektirana za duge letove. Pod dugim letovima podrazumijeva se let od najmanje 24 sata, uključujući i let od barem 14 sati iznad 15 000 m.
Ideja je da se solarne ćelije koriste za napajanje električnih motora i podsustava tijekom dana, a da se preko noći koristi modificirana komercijalna vodikova baterija. Letjelica je također bila opremljena dodatnim baterijama kao pričuvnim izvorom napajanja.
Konstrukcija letjelice je napravljena pomoću dihedralnih krila, motora, dizalice solarnih površina, kao i pomoću sustava za povećanje stabilnosti i kontrole. Tijekom kasnih 1999-ih Helios Prototip je isprva testiran serijom letova na kojima je bio pogonjen baterijama da bi se potvrdila preformansa dugih krila kao i upravljivost letjelice.

### Rekordi
Helios Prototip, kojim je upravljao Greg Kendall, je 13. kolovoza 2001. godine dosegnuo visinu od 29 254 m. 
Time je postavio rekord u održivom horizontalnom letu za jedan krilni zrakoplov. Prijašnji rekord je oboren s razlikom većom od 3 400 m. Također, letjelica je u tom letu provela više od 40 minuta iznad 29 000 m.

## Pad
Helios Prototip se raspao 26. lipnja 2003. godine tijekom daljinski upravljane sustavne provjere te pao u Tihi ocean približno 16 km zapadno od Havajskog otoka Kauai. Sustavna provjera se održavala zbog pripreme testa izdržljivosti koji je bio zakazan za idući mjesec.
Vremenske prognoze za taj dan su ukazivale da će uvjeti biti u prihvatljivom području, iako je tijekom posljednje provjere prije polijetanja bilo naznaka da su blizu graničnih uvjeta leta.
Tijekom uzleta Helios je proveo više vremena od predviđenog u zoni niske turbulencije u zavjetrini otoka jer se dizao sporije nego obično zbog oblaka koji su zaklanjali Sunce.
Kako je letjelica prolazila 850 m visine, prema naknadnoj istrazi i izvještaju pada: 
"Nakon nekih 30 minuta leta, letjelica je naišla na turbulencije i došla u stadij neočekivane, dugotrajne i visoke dihedralne konfiguracije. Kao rezultat dugotrajnog velikog dihedralnog kuta, letjelica je postala nestabilna s izletima brzine dva puta većima od nominalne brzine leta. Neprestano se prelazila nominalna brzina te je rezultirajući visoki pritisak uzrokovao odvajanje sekundarne strukture na napadnom profilu kao i otpadanje solarnih članaka i gornje površine krila. Letjelica je udarila u ocean u granicama PMFR zone te je potpuno uništena. Većina konstrukcije je spašena osim vodikovih članaka i dva od deset motora, koji su potonuli u ocean."
Izvještaj istrage je identificirao dva glavna uzroka neseće: 
1. "Nedostatak odgovarajućih metoda analize doveo je do netočne procjene rizika efekata promjene konfiguracije, što je dovelo do pogrešne odluke o polijetanju letjelice visoko osjetljive na poremećaje."
2. "Promjene konfiguracije letjelice, zbog programskih i tehnoloških ograničenja, promijenile su letjelicu iz transportne u letjelicu s visoko opterećenom točkastom distribucijom mase na istoj strukturi znatno smanjujući čvrstoću kontrukcije i granice sigurnosti."[4]

## Specifikacije
|                              | Pathfinder                      | Pathfinder-Plus                 | Centurion                       | Helios HP01                     | Helios HP03                     |
| ---------------------------- | ------------------------------- | ------------------------------- | ------------------------------- | ------------------------------- | ------------------------------- |
| Duljina [m]                  | 3,6                             | 3,6                             | 3,6                             | 3,6                             | 5,0                             |
| Tetiva [m]                   | 2,4                             | 2,4                             | 2,4                             | 2,4                             | 2,4                             |
| Raspon krila [m]             | 29,5                            | 36,3                            | 61,8                            | 75,3                            | 75,3                            |
| Omjer širine i visine        | 12/1                            | 15/1                            | 26/1                            | 30,9/1                          | 30,9/1                          |
| Omjer jedrenja               | 18/1                            | 21/1                            | ?                               | ?                               | ?                               |
| Brzina [km/h]                | ?                               | ?                               | 27–33                           | 30,6–43,5                       | ?                               |
| Maksimalna visina [m]        | 21 802                          | 24 445                          | ?                               | 29 523                          | 19 812                          |
| Težina same letjelice [kg]   | ?                               | ?                               | ?                               | 600                             | ?                               |
| Maksimalna težina [kg]       | 252                             | 315                             | ±862                            | 929                             | 1 052                           |
| Korisna nosivost [kg]        | 45                              | 67,5                            | 45–270                          | 329                             | ?                               |
| Motori                       | električni, 2 KS (1.5 kW) svaki | električni, 2 KS (1.5 kW) svaki | električni, 2 KS (1.5 kW) svaki | električni, 2 KS (1.5 kW) svaki | električni, 2 KS (1.5 kW) svaki |
| Broj motora                  | 6                               | 8                               | 14                              | 14                              | 10                              |
| Izlazna snaga (solarna) [kW] | 7,5                             | 12,5                            | 31                              | ?                               | 18,5                            |
| Pomoćno napajanje            | baterije                        | baterije                        | baterije                        | Li baterije                     | Li baterije, gorivni članci     |

## Vanjske poveznice
- NASA: Helios Prototype  Arhivirana inačica izvorne stranice od 19. siječnja 2015. (Wayback Machine) (engl.)
- NASA Dryden Past Projects: Helios Prototype Solar-Powered Aircraft  Arhivirana inačica izvorne stranice od 19. siječnja 2015. (Wayback Machine) (engl.)
- Investigation of the Helios Prototype Aircraft Mishap (engl.)